# 斯图尔特 (佛罗里达州)
斯图尔特（英語：Stuart）是美国佛罗里达州馬丁縣下属的一座城市。建立于1914年。面积约为22平方公里（约合8.5平方英里）。根据2020年美國人口普查，该市有人口17,425人。论人口在本州排行第119。